# ريناتو سانتوس (لاعب كرة قدم)
ريناتو سانتوس (بالبرتغالية: Renato Santos) (30 يناير 1987 بساو برناردو دو كامبو في البرازيل - ) هو لاعب كرة قدم برازيلي في مركزي قلب الدفاع والدفاع. لعب مع أتلتيكو براغانتينو ونادي أفاي لكرة القدم ونادي بوافيشتا ونادي جوينفيل ونادي فلامنغو ونادي فيتوريا ونادي كورينثيانز ونادي ماكاي ونادي غريميو بارويري ونادي بينفايل وماريليا أتلتيكو ‏ ونادي بوتافوغو اس بي ونادي أمريكا وأتلتيكو يوفنتوس.

## وصلات خارجية
- ريناتو سانتوس على موقع قاعدة بيانات كرة القدم.إي يو (الإنجليزية)
- ريناتو سانتوس على موقع Soccerway.com (الإنجليزية)